# Cantó d'Haroué
El cantó d'Haroué és un cantó francès del departament de Meurthe i Mosel·la, situat al districte de Nancy. Té 30 municipis i el cap és Haroué.

## Municipis
- Affracourt
- Bainville-aux-Miroirs
- Benney
- Bouzanville
- Bralleville
- Ceintrey
- Crantenoy
- Crévéchamps
- Diarville
- Gerbécourt-et-Haplemont
- Germonville
- Gripport
- Haroué
- Housséville
- Jevoncourt
- Laneuveville-devant-Bayon
- Lebeuville
- Lemainville
- Leménil-Mitry
- Mangonville
- Neuviller-sur-Moselle
- Ormes-et-Ville
- Roville-devant-Bayon
- Saint-Firmin
- Saint-Remimont
- Tantonville
- Vaudeville
- Vaudigny
- Voinémont
- Xirocourt

## Història
| Data d'elecció                           | Identitat           | Partit           | Qualitat |
| ---------------------------------------- | ------------------- | ---------------- | -------- |
| 1945-1955                                | Dr Bataille         | PRL              |          |
| 1955-197.                                | M. de Beauvau-Craon | Divers droite    |          |
| 197.-1998                                | Jean-Marie Enel     | UDF              |          |
| 1998-                                    | André Barbier       | RPR, després UMP |          |
| les dades anteriors no són pas conegudes |                     |                  |          |
|                                          |                     |                  |          |

## Demografia
| A partir de 1990: Població sense dobles comptes |